# Connectify

Connectify — це софтверна компанія, що займається розробкою мережевого ПЗ. Базовим продуктом компанії є Connectify Hotspot, is a віртуальний роутер для Microsoft Windows.  Connectify також випускає Connectify Dispatch, рішення для балансування завантаження мережі, що використовує декілька Інтернет-з'єднань одночасно та Connectify Switchboard, бета-версія програми, що поєднує комутатор сервера та підвищує швидкість інтернету за допомогою хмарних технологій.